# おかやまマラソン
おかやまマラソンは、日本の岡山県岡山市で開催されるマラソン競技会である。第一回目は2015年に開催され、以降は原則的に年次で開催されている。市民参加型である。フルマラソンの定員は15,000人。

## 概要
- 岡山県などが中心となり企画され、2015年11月8日に初開催された。2020年・2021年は中止。
- 地元の岡山市出身で、女子マラソン種目においてバルセロナ五輪銀メダリスト・アトランタ五輪銅メダリストの有森裕子が、スペシャルアンバサダーに就任。
  - 有森は2015年の「第1回おかやまマラソン」へ、2007年2月の「第1回東京マラソン」以来8年8か月ぶりにフルマラソン出場。練習不足の中、4時間46分32秒のゴールタイムで無事完走。翌2016年の「第2回おかやまマラソン」も2年連続で出走、昨年より24分以上も速い4時間21分59秒でゴールインした。

## コース

### フルマラソン
- ジップアリーナ岡山（スタート） → 岡山県立美術館 → 桃太郎大通り → 岡山市役所 → 国道30号 → 西紅陽台（折り返し） → 児島湾広域農道 → 岡山市中央卸売市場 → 岡南大橋 → 旭川左岸 → 後楽園付近 → シティライトスタジアム（ゴール）

制限時間は6時間であるが、41.6km地点の最終収容関門を6時間以内に通過すればセーフとなる。

### ファンラン5.6km
- マラソンコースを岡山市役所まで。2017年からは、シティライトスタジアムへ変更。

制限時間は53分である。

## 運営
- 主催 - おかやまマラソン実行委員会（岡山県、岡山市、岡山市陸上競技協会他）
- 主管 - 岡山陸上競技協会
- 特別協賛（2022年） - イシカワホールディングス
- 協賛（2022年） - 岡山県トヨタ販売店グループ（岡山トヨタ自動車、岡山トヨペット、ネッツトヨタ岡山、ネッツトヨタ山陽）、マルイ・マムハートホールディングス、ローソン、大塚製薬、アシックスジャパン、山陽新聞社、第一生命保険、成通グループ、ベネッセホールディングス、オージー技研、ストライプインターナショナル、西日本旅客鉄道岡山支社、岡山木村屋、オービス、RSK山陽放送、高雄工業、みのるグループ、岡山村田製作所、ダイヤ工業、両備グループ、日本旅行、DOWAグループ、中国銀行、岡山ガス、廣栄堂、大手饅頭伊部屋、岡山県共済生活協同組合、大本組、ライト電業、ジップ、カバヤ食品、ポストメイト保育園、宗家 源吉兆庵、おもちゃ王国、四国水族館、JA岡山・JAグループ岡山、岡山コンベンションセンター、旭ホールディングス、ヒルタ工業、ローム・ワコー、キャリアプランニング、英田エンジニアリング、エヌディエス、フォトクリエイト、スタークホールディングス、ヤマト運輸、備前自動車岡山教習所、イオンモール岡山、聖和堂、中国電力岡山支社、全国健康保険協会岡山支部、協同精版印刷、中国建設工業、ナカシマホールディングス、天満屋、就実学園、沼建

※特別協賛と協賛が大会のオフィシャルスポンサーとなる

## 優勝者
-数字- は優勝回数、 記録 は（当時の）大会記録。
|   | 開催日         | 男子選手       | 記録          | 女子選手           | 記録          |
| - | -------------- | -------------- | ------------- | ------------------ | ------------- |
| 1 | 2015年11月8日  | 三木啓貴 (JPN) | 2時間24分49秒 | 鈴木純子 (JPN)     | 2時間53分39秒 |
| 2 | 2016年11月13日 | 池田泰仁 (JPN) | 2時間23分43秒 | 村上史恵 (JPN)     | 2時間52分06秒 |
| 3 | 2017年11月12日 | 山崎竹丸 (JPN) | 2時間20分31秒 | 村上史恵 (JPN) -2- | 2時間50分01秒 |
| 4 | 2018年11月11日 | 武村佳尚 (JPN) | 2時間24分08秒 | 村上史恵 (JPN) -3- | 2時間49分31秒 |
| 5 | 2019年11月10日 | 中村佳樹 (JPN) | 2時間17分10秒 | 佐藤あずさ (JPN)   | 2時間49分05秒 |
| 6 | 2022年11月13日 | 豊田紘大 (JPN) | 2時間18分31秒 | 冨井菜月 (JPN)     | 2時間48分10秒 |
| 7 | 2023年11月13日 | 森田雄貴 (JPN) | 2時間21分08秒 | 篠﨑理紗 (JPN)     | 2時間44分05秒 |

## 中継
- 協賛であるRSK山陽放送がテレビ[1]・ラジオ[2]で第1回大会から生中継で放送している。2018年の第4回大会からはRSK山陽放送の公式サイトでも同時配信を実施するようになった。

RSKテレビ
- 2016年の第2回大会からはTBS系列の衛星放送でスタート部分を裏送り（8:30 - 9:30）で放送している。2016年の第2回大会から2018年の第4回大会は無料BS放送のBS-TBSで、2019年の第5回大会は有料CS放送のGAORAで各々放送された。RSKテレビでは午前は9:54 - 11:25、午後は12:54 - 13:54で各々生中継で放送されており、2016年の第2回大会からは午前の放送を当日深夜に再放送で放送している。

RSKテレビでの関連番組
- 2015年の第1回大会からはフィニッシュシーンも放送されている。2015年の第1回大会は当日深夜24:50 - 28:00には「第1回おかやまマラソン　見せます!感動のゴール」を放送し、2016年の第2回大会以降は前後編に分割されて放送している[3]。また、2015年以降は自社制作番組「RSK地域スペシャル メッセージ」で関連特集も放送している。

テレビ中継のネット局
| 放送対象地域   | 放送局              | 系列       | 放送時間                                                        |
| -------------- | ------------------- | ---------- | --------------------------------------------------------------- |
| 岡山県・香川県 | RSK山陽放送 （RSK） | TBS系列    | 午前9:54 - 11:25（当日深夜にも再放送） 午後12:54 - 13:54        |
| 全国放送       | BS-TBS              | 無料BS放送 | 第2回大会から第4回大会までの午前8:30 - 9:24（スタート部分のみ） |
| 全国放送       | GAORA               | 有料CS放送 | 第5回大会の午前8:30 - 9:30（スタート部分のみ）                  |

ラジオ中継のネット局
| 放送対象地域 | 放送局              | 系列            | 放送時間             |
| ------------ | ------------------- | --------------- | -------------------- |
| 岡山県       | RSK山陽放送 （RSK） | JRN系列 NRN系列 | 午前8:00 - 午後15:00 |

## 運営結果
| 1                   | 12,412 (89.0%) / 13,952 | 495 | 14,447 | 13.4万人 |
| 完走者 (%) / 出走者 |                         |     |        |          |